# From the Beginning to the End
From the Beginning to the End är en svensk dokumentärfilm från 2004 i regi av Maj Wechselmann.
Filmen skildrar oljan som naturresurs. Oljeproducenten Colin Campbell ger sin syn på när oljan kommer att ta slut och vad som kommer att hända då. Filmen premiärvisades den 26 januari 2004 på Göteborgs filmfestival och hade biopremiär 21 mars samma på biografen Zita i Stockholm.